# Semesotra
Semesotra is een Externe Dienst voor Preventie en Bescherming op het Werk in België, met de hoofdzetel in Doornik (Henegouwen, België). Ze is sinds 1958 actief.

## Situering
Semesotra is met circa 1200 aangesloten ondernemingen - samen goed voor meer dan 16.000 werknemers - een kleine externe dienst voor preventie en bescherming op het werk. Ze heeft een territoriale bevoegdheid in het Waals Gewest en het Brussels Hoofdstedelijk Gewest.
Zij zorgt voor de periodieke medische onderzoeken van onderworpen werknemers, en zorgt op het gebied van risicobeheersing voor de domeinen ergonomie, psychosociale belasting, bedrijfsgezondheidszorg, hygiëne & toxicologie, arbeidsveiligheid en milieu.
Er zijn centra in Aat, Doornik, Frasnes, Leuze, Moeskroen en Péruwelz.